# V-stil

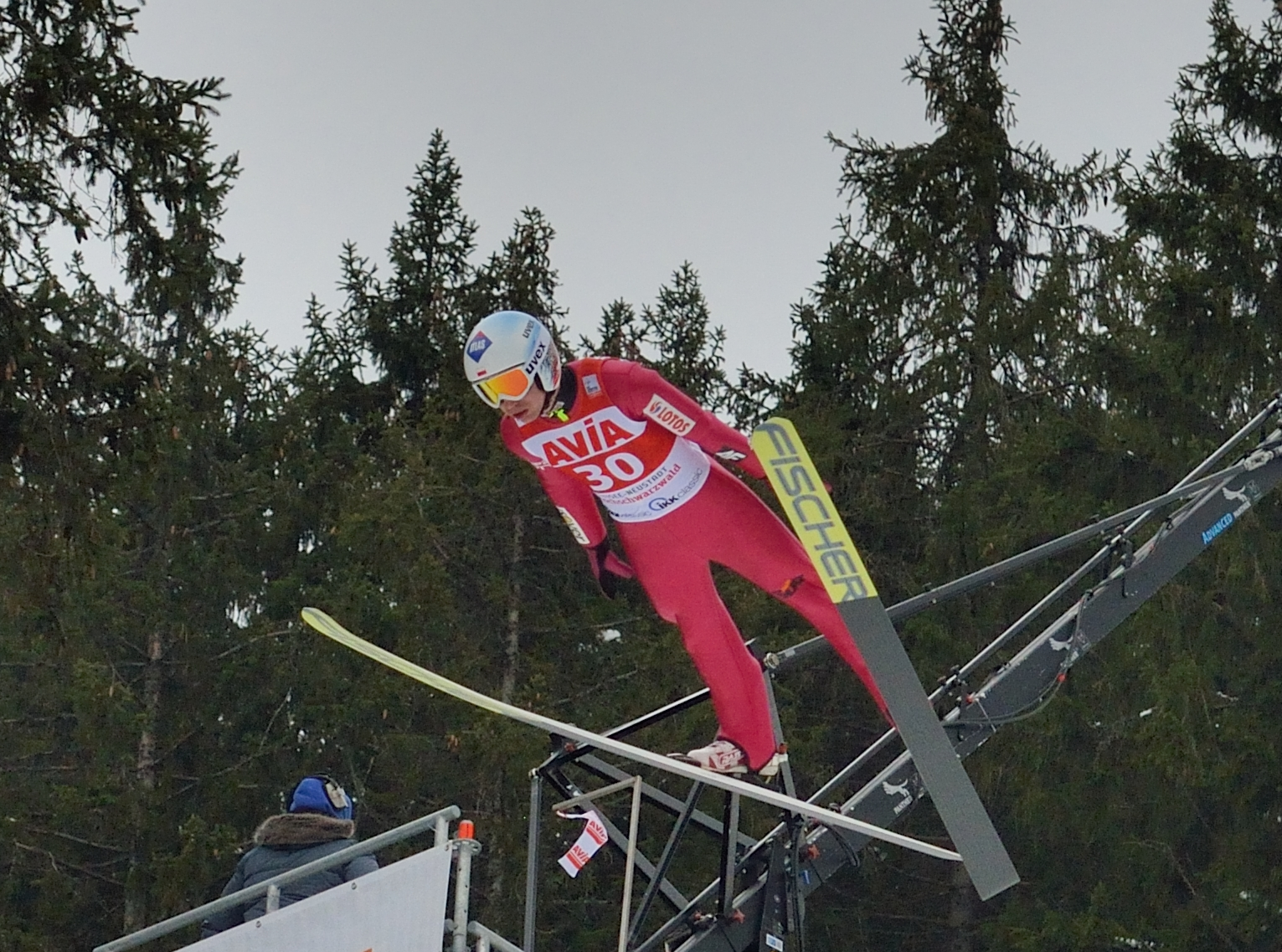
Backhoppare som hoppar enligt V-stilen.

V-stil är en hoppteknik inom backhoppning, som skapades av Jan Boklöv.
Stilen användes första gången på internationell nivå vid 1980-talets mitt, av bland andra tjeckoslovaken Jiří Malec och svensken Jan Boklöv. Från början ogillades den av domarna, som gav den låga stilpoäng, men eftersom de som använde stilen hoppade mycket längre på grund av dess aerodynamiska fördelar så kunde de vinna tävlingar ändå. Därför var domarna så småningom tvungna att godkänna den. Den har sedan dess förblivit internationell standard.